# Полоцка провинция
Полоцката провинция (на руски: Полоцкая провинция) е една от провинциите на Руската империя.

## История
Полоцката провинция е образувана от земите на Полоцкото войводство на Великото литовско княжество, част от Полско-литовската държава. Тия земи през 1772 г. са анексирани от Руската империя в хода на Първата подялба на Полско-литовската държава между Русия, Австрия и Прусия.
Полоцката провинция е една от трите провинции, които образуват Псковската губерния.
Съгласно Указ от 29 декември 1773 г. Полоцката провинция е разделена на Невелски, Полоцки и Себежски уезд.
Площта ѝ е 1 067 422 кв. десетини (11 661,58 кв. км.) 
В шестте парафии (Бешенковичска, Дисенска, Друйска, Невелска, Полоцка, Себежска) имало 421 села, 4699 махали и 5 селища, в които живеели 224 459 души от данъкоплатното население.
Tериторията на провинцията имало 16 староства (от полски: starostwo – област).
На 7 ноември 1775 г., заедно с останалите провинции на Руската империя, Полоцката провинция е премахната.

## Уезди
- Невелски уезд
- Полоцки уезд
- Себежски уезд